# Гарднер, Джеральд
Дже́ральд Бро́ссо Га́рднер (англ. Gerald Brosseau Gardner, 13 июня 1884 — 12 февраля 1964) — английский государственный служащий, антрополог-любитель, писатель, оккультист, опубликовавший несколько текстов современной викки; один из её главных идеологов.

## Биография
Гарднер родился в городе Глен, Серпентин, Бланделлсэндс, неподалёку от Ливерпуля, в богатой семье. Существовало семейное предание, что женщина из их рода, Гриссэль Гарднер, была сожжена как ведьма в Ньюбурге в 1610 году. По другому преданию, дедушка Гарднера занимался магией, которой его научила любовница.
Джеральд был средним из троих сыновей. Его воспитанием занималась ирландская няня Джозефина «Ком» МакКомби. Семейным бизнесом Гарднеров была компания «Джозеф Гарднер и Сыновья», называвшая себя старейшей в Великобритании компанией по поставке древесины. С раннего детства Гарднер страдал астмой. Няня убедила родителей Джеральда в необходимости вывести мальчика на континент, в места с более теплым климатом. Сначала Ком путешествовала по Европе, а затем вышла замуж за человека, жившего на Цейлоне. В конечном итоге они вместе обосновались в Азии, где Гарднер провел большую часть своих молодых лет. Позже он переехал на Борнео, а затем в Малайзию, где он выращивал каучук. Там он познакомился с местными жителями и изучал их религиозные верования, которые произвели на него огромное впечатление.
После 1923 года он занимал пост государственного служащего, в частности служил правительственным инспектором в Малайе. В 1927 году он женился на англичанке Донне, с которой прожил в браке более 33 лет. В 1936 году, в возрасте 52 лет, он ушёл в отставку и вернулся в Англию. Здесь он опубликовал эссе «Крис и другое малайское оружие» (1936), основанное на его полевых исследованиях в области юго-восточного азиатского оружия и магических практик.
В том же году Джеральд и Донна переехали из Лондона в Хайклифф, находящийся к югу от Нью-Форест, графство Гемпшир. Здесь он стал увлечённо заниматься оккультизмом и нудизмом.
Гарднер стал членом «Общества фольклора» (англ. Folklore Society) в 1939 году. Первым его вкладом в журнал «Фольклор», вышедший в июне 1939 года, было описание шкатулки с колдовскими реликвиями. Позже, в 1946 году, он стал членом общественного комитета. Гарднер стремился к получению различных званий. Одно время он утверждал, что имеет докторскую степень университетов Сингапура и Тулузы.
В 1947 году Арнольд Кроутер, который позже присоединился к масонскому братству вместе с женой Патрисией К. Кроутер, представил Гарднера Алистеру Кроули, который посвятил его в члены Ordo Templi Orientis (О.Т.О.). По утверждению Фрэнсиса Кинга, он был посвящён в VII градус О.Т.О. — именно с него начинается изучение сексуальной магии. Некоторые утверждают, что Гарднер выяснил у Кроули некоторую информацию о сущности магических практик и включил этот материал в свои собственные ритуалы. Согласно Патрисии К. Кроутер, несмотря на то, что Гарднер восхищался и испытывал влияние Кроули, нет никаких оснований предполагать, что Кроули специально обеспечивал его материалами по колдовству.
Гарднер издал два литературных произведения под псевдонимом Скайр: «Пришествие богини» (1939) и «Помощь высшей магии» (1949). Затем он опубликовал ещё две книги, «Колдовство сегодня» (1954), и «Значение колдовства» (1959), где Гарднер описывает традицию колдовства, в которую был посвящён. Он утверждал, что «Помощь высшей магии» — это попытка описать традицию под маской литературных произведений, не раскрывая тайн. Будучи связанным обетом молчания, он получил разрешение раскрыть «истинную суть колдовства» лишь после отмены закона о колдовстве (англ. Witchcraft Act) в 1951 году.
В 1960 году жена Гарднера, Донна, умерла. Её смерть негативно отразилась на его здоровье: возобновились приступы астмы. В 1964 году Гарднер умер от сердечного приступа на корабле, на котором он возвращался из поездки по Ливану. Он был похоронен на берегу Туниса при следующей остановке корабля. На его похоронах присутствовал лишь капитан корабля The Scottish Prince.